# Cantonul Neuville-aux-Bois
Cantonul Neuville-aux-Bois este un canton din arondismentul Orléans, departamentul Loiret, regiunea Centru, Franța.

## Comune
- Bougy-lez-Neuville
- Ingrannes
- Loury
- Neuville-aux-Bois (reședință)
- Rebréchien
- Saint-Lyé-la-Forêt
- Sully-la-Chapelle
- Traînou
- Vennecy
- Villereau